# 菲帕赫埃德尔豪森
菲帕赫埃德尔豪森（德語：Vippachedelhausen，發音：[fɪpaxʔeːdl̩ˈhaʊzn̩]）是德国图林根州魏玛地区县曾经的一个市镇，面积10.34平方千米，2017年12月31日人口为558人。2019年1月1日，菲帕赫埃德尔豪森与另外10个市镇合并为新市镇阿姆埃特斯贝格。